# 58mm迫撃砲2型

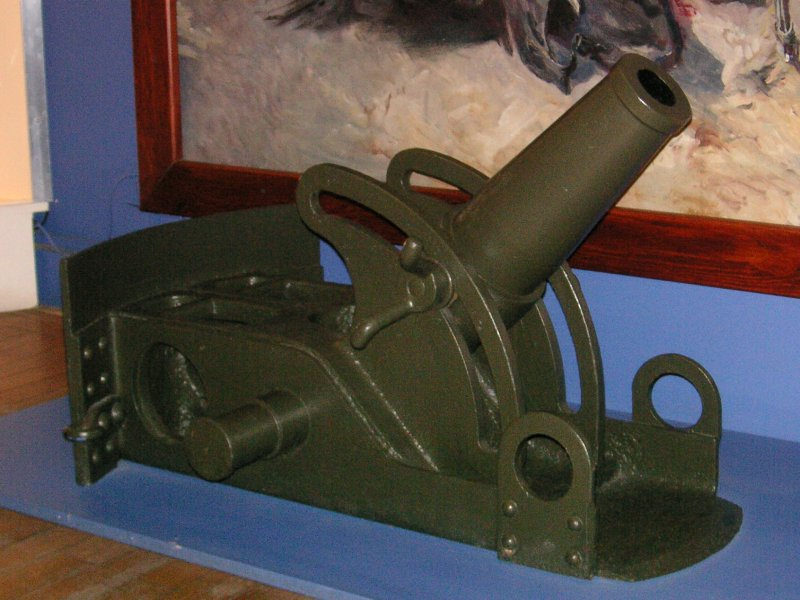
58mm迫撃砲2型

58mm迫撃砲2型(フランス語：Mortier de 58 mm type 2)とは第一次世界大戦でフランス軍が使用した迫撃砲である。
スピガット・モーター式、すなわち砲弾が砲身よりも大きいタイプの迫撃砲であり、砲弾の後方に設けられたロッドを砲口に差し込んで装填するため、三種類の大きさの砲弾を使用することが出来た。

## スペック

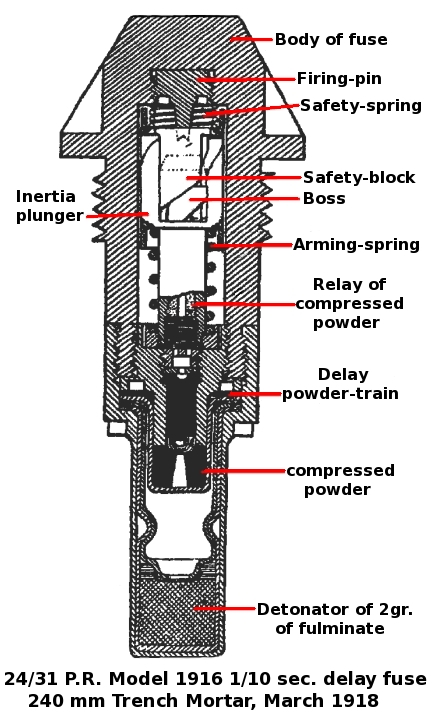
軽砲弾(LS) 羽無し 重量：18kg 炸薬重量：5.35kg 最大射程：1250m
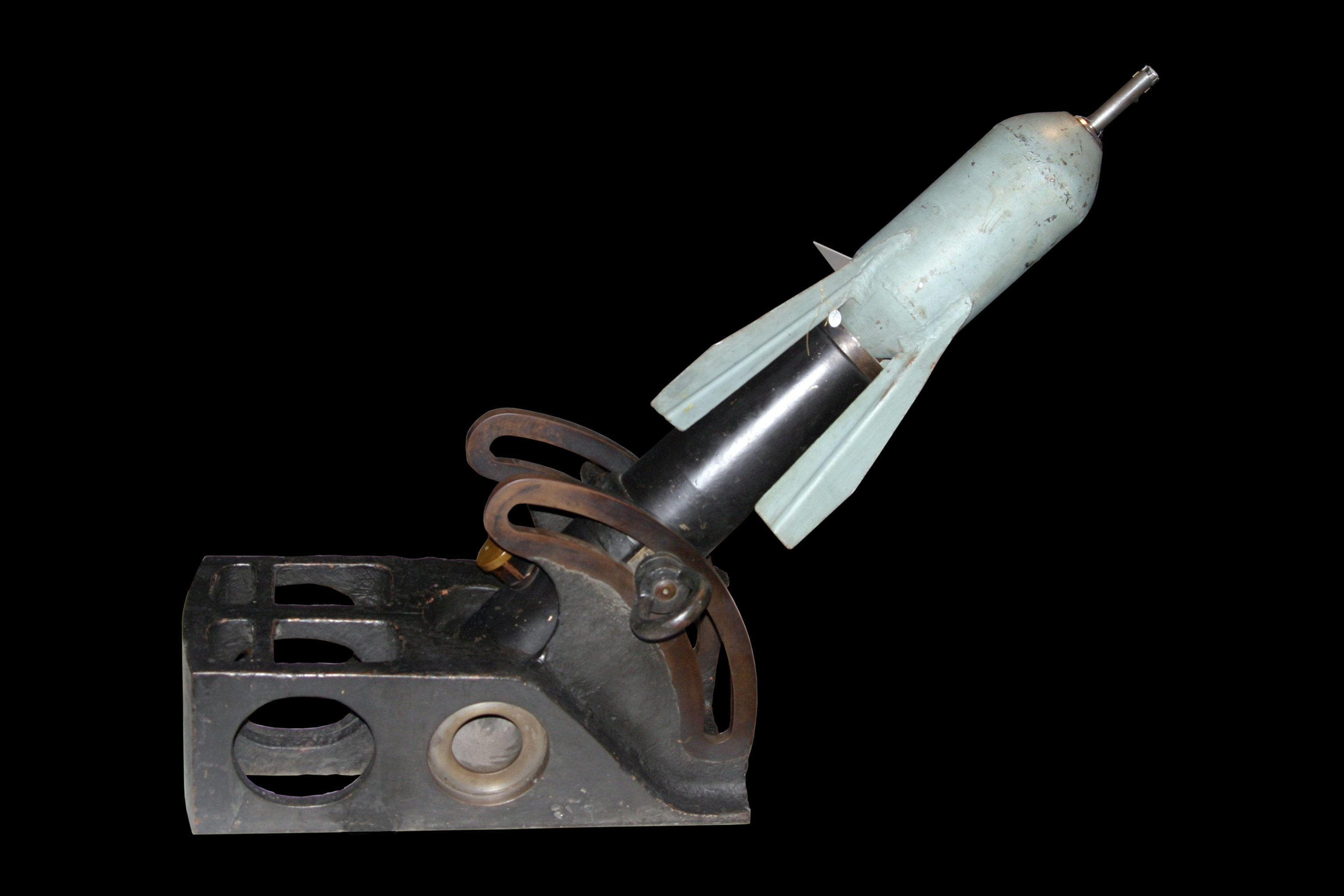
中砲弾(ALS) 4枚の羽 重量：20kg 炸薬重量：6.4kg 最大射程：1450m
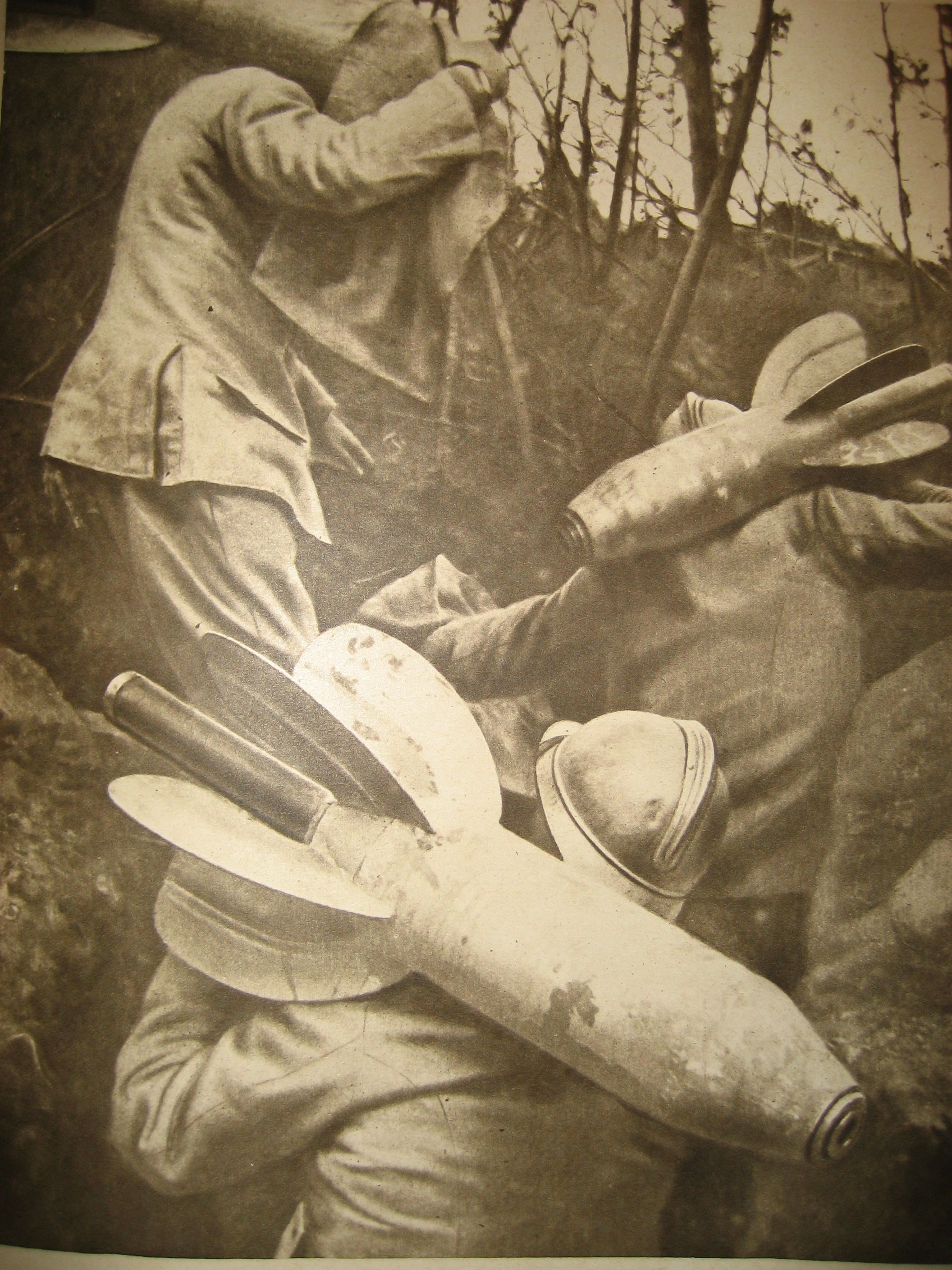
重砲弾(DLS) 6枚の羽 重量：35kg 炸薬重量：10kg 最大射程：670m

- 生産年：1915年〜1940年
- 口径：58.3 mm
- 仰角：45～82.5度

- 軽砲弾(LS)
羽無し
重量：18kg
炸薬重量：5.35kg
最大射程：1250m
- 中砲弾(ALS)
4枚の羽
重量：20kg
炸薬重量：6.4kg
最大射程：1450m
- 重砲弾(DLS)
6枚の羽
重量：35kg
炸薬重量：10kg
最大射程：670m